# Pocito
Pocito is een departement in de Argentijnse provincie San Juan. Het departement (Spaans:  departamento) heeft een oppervlakte van 515 km² en telt 40.969 inwoners.

## Plaatsen in departement Pocito
- Barrio Ruta 40
- Carpintería
- La Rinconada
- Quinto Cuartel
- Villa Aberastain
- Villa Barboza
- Villa Centenario
- Villa Nacusi